# Heidi Hassenmüller
Heidi Hassenmüller (* 1941 in Hamburg) ist eine deutsche Autorin für Jugendbücher. In ihren Büchern behandelt sie Probleme wie sexuelle Gewalt, Magersucht oder Drogen.

## Biographie
Heidi Hassenmüller machte nach der mittleren Reife eine Lehre zur Reedereikauffrau. Anschließend studierte sie Belletristik und Journalistik. Nach ihrem Studium begann sie für Zeitungen und Zeitschriften im In- und Ausland zu schreiben. Schon damals veröffentlichte Hassenmüller viele Bücher. Später begann sie als freie Schriftstellerin zu arbeiten. Heidi Hassenmüller ist Mutter von vier Kindern und lebt seit 1974 in den Niederlanden.
Hassenmüller hat mehr als 30 Bücher und viele Kurzgeschichten veröffentlicht. Ihr bekanntestes Buch ist Gute Nacht, Zuckerpüppchen, ein Roman über ein Mädchen, das von seinem Stiefvater sexuell belästigt und vergewaltigt wird. Die Geschichte erschien 1988 als mehrteilige Serie im Stern und erzielte eine große Resonanz. 1989 erhielt sie dafür den Jugendbuchpreis Buxtehuder Bulle.

## Veröffentlichungen
- Jochen zieht nach Holland nicht. Jugend und Volk, Wien 1985, ISBN 3-224-11279-4.
- Linda beißt sich durch. Echter, Würzburg 1986, ISBN 3-429-00994-4.
- Kinderwagen zu verschenken. HPP, Velp 1989, ISBN 90-800257-1-2.
- Gute Nacht, Zuckerpüppchen. Bitter, Recklinghausen 1989, ISBN 3-7903-0372-0.
- Andrea, ein Star will ich werden. Bitter, Recklinghausen 1990, ISBN 3-7903-0398-4.
- Ein Sonntag im September. Bitter, Recklinghausen 1991, ISBN 3-7903-0410-7.
- Zuckerpüppchen – was danach geschah. Bitter, Recklinghausen 1992, ISBN 3-7903-0474-3.
- Ein Tabu wird abgebaut. Bitter, Recklinghausen 1993, ISBN 3-7903-0484-0.
- Désirée, zwei Brüder Schlaf und Tod. Bitter, Recklinghausen 1994, ISBN 3-7903-0514-6.
- Die Kehrseite der Medaille. Bitter, Recklinghausen 1995, ISBN 3-7903-0528-6.
- Momentaufnahmen einer Urlaubsreise. Bitter, Recklinghausen 1996, ISBN 3-7903-0554-5.
- Warten auf Michelle. Lübbe, Bergisch Gladbach 1996,  ISBN 3-404-16153-X.
- Das verstummte Lachen. Lübbe, Bergisch Gladbach 1996, ISBN 3-404-50506-9.
- Tango tanzt man nicht mit Tulpen. Lübbe, Bergisch Gladbach 1998, ISBN 3-404-16179-3.
- Warum gerade mein Kind? Patmos, Düsseldorf 1998, ISBN 3-491-72383-3.
- Gefährliche Freunde. Ellermann, Hamburg 1998, ISBN 3-7707-3069-0.
- Kein Beinbruch. Ellermann, Hamburg 1999, ISBN 3-7707-3081-X.
- Spiel ohne Gnade. Ellermann, Hamburg 1999, ISBN 3-7707-3093-3.
- Majas Macht. Ellermann, Hamburg 2001, ISBN 3-7707-3135-2.
- Schwarz, rot, tot. Klopp, Hamburg 2004, ISBN 3-7817-0767-9.
- Kein Engel weit und breit. Klopp, Hamburg 2005, ISBN 3-7817-0769-5.
- Schnauze voll. Klopp, Hamburg 2006, ISBN 3-7817-0770-9.
- Schrecklich Schön. Klopp, Hamburg 2007, ISBN 978-3-7817-0771-9.
- Superstar – Intrigen backstage. Klopp, Hamburg 2008, ISBN 978-3-7817-0772-6.
- Falsche Liebe. Klopp, Hamburg 2009, ISBN 978-3-7817-0774-0.
- Gegen meinen Willen. Klopp, Hamburg 2010, ISBN 978-3-7817-0775-7.